# Чадаев, Сергей Николаевич
Сергей Николаевич Чадаев (род. 7 июля 1987 года, Санкт-Петербург, Россия) — российский конькобежец. Специализируется на дистанциях 500 и 1000 метров.
В 2009 году на Кубке мира по конькобежному спорту в дистанции 500 метров занял 13-е место, в дистанции 1000 метров - 5-е. Является трёхкратным серебряным призёром Чемпионата России по конькобежному спорту в спринтерском многоборье.
Также участвовал в Чемпионате мира по конькобежному спорту в спринтерском многоборье 2013 заняв 31-е место, а в следующем году в этом же чемпионате пришел 26-м.

## Личные рекорды
| Дистанция | Дата            | Арена          | Время    |
| --------- | --------------- | -------------- | -------- |
| 500м      | 28 февраля 2009 | Солт-Лейк-Сити | 35,40    |
| 1000м     | 28 февраля 2009 | Солт-Лейк-Сити | 1.10,51  |
| 1500м     | 23 марта 2008   | Коломна        | 1.49,99  |
| 3000м     | 3 ноября 2007   | Коломна        | 4.05,52  |
| 5000м     | 3 февраля 2007  | Коломна        | 7.18,37  |
| 10000м    | 5 декабря 2007  | Челябинск      | 16.21,18 |